# Алозеро (озеро, Лоухский район)
Алозеро — пресноводное озеро на территории Плотинского сельского поселения Лоухского района Республики Карелии.

## Общие сведения
Площадь озера — 3,3 км², площадь водосборного бассейна — 98,1 км². Располагается на высоте 177,2 метров над уровнем моря.
Форма озера лопастная, продолговатая: оно более чем на семь километров вытянуто с запада на восток. Берега изрезанные, каменисто-песчаные, преимущественно возвышенные, местами заболоченные.
Через озеро течёт Сонрека, вытекающая из Юлозера и впадающая в Белое море.
В озере более двух десятков безымянных островов различной площади, однако их количество может варьироваться в зависимости от уровня воды.
К югу от водоёма лесовозная дорога.
Населённые пункты вблизи водоёма отсутствуют.
Код объекта в государственном водном реестре — 02020000711102000002743.